# 6866 Kukai
6866 Kukai este un asteroid din centura principală de asteroizi.

## Descriere
6866 Kukai este un asteroid din centura principală de asteroizi. A fost descoperit pe 12 februarie 1992 la Kiyosato de Satoru Ōtomo. El prezintă o orbită caracterizată de o semiaxă mare de 3,02 ua, o excentricitate de 0,06 și o înclinație de 11,0° în raport cu ecliptica.